# 籥

籥

籥是远古竹制簧管乐器，中国最早的竹乐器之一，由于年代久远，现已失传，只能通过史书所记载的资料来复原乐器。
甲骨文中的象形龠字可表明籥是编管竹乐器。
有一种说法，先民为歌颂大禹治水举行的《大夏》是用籥伴奏。
《尚书·益稷》：“箫韶九成，凤凰来仪。”籥是排箫的前身，因此箫韶所指就是籥。
《詩經·小雅·甫田之什·賓之初筵》：“籥舞笙鼓，乐既和奏。”。

## 外部連結
[在维基数据编辑]
 《欽定古今圖書集成·經濟彙編·樂律典·籥部》，出自陈梦雷《古今圖書集成》